# Lista över politiska partier i Sverige
Detta är en lista över politiska partier i Sverige. Den inkluderar både nu existerande partier samt historiska partier sedan 1700-talet, och både partier inom rikspolitiken och sådana som endast verkar regionalt eller lokalt. Mer information om Sveriges politik står att läsa i artikeln politik i Sverige.

## Rikdagspartier
Efter valet 2022, finns det åtta politiska partier med mandat i Sveriges riksdag. Alla av dem har också mandat i kommuner och regioner. Partierna har mellan 10 000 (L) och 80 000 (S) partimedlemmar. 
|           |                     |       |         |                            |                |                                        | Mandat    | Mandat         | Mandat         |
| Partinamn | Partinamn           | Förk. | Grundat | Partiledare                | Position       | Ideologi                               | Riksdag   | Kommuner       | EU-parlamentet |
| --------- | ------------------- | ----- | ------- | -------------------------- | -------------- | -------------------------------------- | --------- | -------------- | -------------- |
|           | Socialdemokraterna  | S     | 1889    | Magdalena Andersson        | center-vänster | socialdemokrati demokratisk socialism  | 107 / 349 | 3 752 / 12 700 | 5 / 21         |
|           | Sverigedemokraterna | SD    | 1988    | Jimmie Åkesson             | höger          | nationalkonservatism högerpopulism     | 73 / 349  | 1 806 / 12 700 | 3 / 21         |
|           | Moderaterna         | M     | 1904    | Ulf Kristersson            | center-höger   | liberalkonservatism marknadsliberalism | 68 / 349  | 2 396 / 12 700 | 4 / 21         |
|           | Vänsterpartiet      | V     | 1917    | Nooshi Dadgostar           | vänster        | socialism anti-rasism                  | 24 / 349  | 808 / 12 700   | 2 / 21         |
|           | Centerpartiet       | C     | 1913    | Anna-Karin Hatt            | center         | Nordisk agrarianism socialliberalism   | 24 / 349  | 1 603 / 12 700 | 2 / 21         |
|           | Kristdemokraterna   | KD    | 1964    | Ebba Busch                 | center-höger   | kristdemokrati socialkonservatism      | 19 / 349  | 676 / 12 700   | 1 / 21         |
|           | Miljöpartiet        | MP    | 1981    | Daniel Helldén Amanda Lind | center-vänster | grön ideologi feminism                 | 18 / 349  | 316 / 12 700   | 3 / 21         |
|           | Liberalerna         | L     | 1934    | Simona Mohamsson           | center-höger   | liberalism klassisk liberalism         | 16 / 349  | 689 / 12 700   | 1 / 21         |

### Övriga rikspartier
Förutom de åtta riksdagspartierna, finns det ytterligare 23 partier som hos valmyndigheten har registrerade partibeteckningar för val till riksdagen. Detta kräver en insamling av signaturer från 1 500 rösträttsberättigade personer. Genom registrering är partinamnet skyddat. Det ger också partiet möjlighet att låsa sina kandidatlistor så att väljarna bara kan rösta på personer som partiet själv har utsett. Registrerad partibeteckning för riksdagsval gäller även för alla regionala och lokala val i hela landet samt val till Europaparlamentet, så för ett parti som ställer up i flera kommunval kan det vara smidigare med en registrering för riksdagsval än flera registreingar för olika kommunalval. 
| Partinamn                                 | Förk. | Grundat | Partiledare                   | Ideologi                             | Röster 2022 (riksdagsvalet) |
| ----------------------------------------- | ----- | ------- | ----------------------------- | ------------------------------------ | --------------------------- |
| Partiet Nyans                             | PNy   | 2019    | Mikail Yüksel                 | Identitetspolitik                    | 28 352                      |
| Alternativ för Sverige                    | AFS   | 2018    | Gustav Kasselstrand           | Nationalism Högerpopulism            | 16 646                      |
| Medborgerlig samling                      | MED   | 2014    | Daniel Sonesson               | Liberalkonservatism                  | 12 882                      |
| Piratpartiet                              | PP    | 2006    | Katarina Stensson             | Piratideologi                        | 9 135                       |
| MoD - Mänskliga rättigheter och Demokrati | MoD   | 2021    | Andreas Sidkvist              | Närdemokrati Mänskliga rättigheter   | 6 077                       |
| Kristna värdepartiet                      | KrVP  | 2014    | Mats Selander                 | Värdekonservatism Abortmotstånd      | 5 983                       |
| Knapptryckarna                            | Kn    | 2021    | Ulf Bejerstrand               | Direktdemokrati                      | 5 493                       |
| Landsbygdspartiet oberoende               | LPo   | 2010    | Benneth Thyr                  | Decentralisering Nordisk agrarianism | 2 215                       |
| Direktdemokraterna                        | DD    | 2013    | ingen                         | Direktdemokrati                      | 1 755                       |
| Klimatalliansen                           | KA    | 2021    | Gudrun Schyman                | Klimatpolitik                        | 1 702                       |
| Enhet                                     | ENH   | 1990    | Vide Geiger Gunilla Wigertz   | Holism Pacifism                      | 1 234                       |
| Nordiska motståndsrörelsen                | NMR   | 1997    | Fredrik Vejdeland             | Nynazism Nationalsocialism           | 847                         |
| Partiet Vändpunkt                         | PV    | 2019    | Gunnar Brundin Paula Dahlberg | Ekologism                            | 419                         |
| Klassiskt liberala partiet                | KLP   | 2004    | Magnus Jönsson                | Klassisk liberalism Libertarianism   | 344                         |
| Skånepartiet                              | SKÅ   | 1979    | Carl P. Herslow               | Separatism                           | 206                         |
| Trygghetspartiet                          | TRP   | 2016    | Erling Hansen                 | Pensionärsparti                      | 66                          |
| Djurens parti                             | DjuP  | 2014    | Simon Knutsson                | Djurrätt                             | ..                          |
| Kommunistiska partiet                     | K     | 1970    | Povel Johansson               | Kommunism Marxism-Leninism           | ..                          |
| Sjöbopartiet                              | SJP   | 1991    | Johan Söderlin                | Högerpopulism Nationalkonservatism   | ..                          |
| Socialistiskt Alternativ                  | SAV   | 1973    | kollektiv                     | Socialism Marxism                    | ..                          |
| Solidaritetspartiet (ej aktivt)           | SPI   | 2021    | Göran Dandelo                 | Pensionärsparti                      | ..                          |
| Vägvalet (nedlagt)                        | VägV  | 2010    | Claes Westberg                | Enfrågeparti                         | ..                          |
| Värdigt liv                               | VL    | 2023    | kollektiv                     | Ekologism Feminism                   | ..                          |

Genom en gratis anmälan, kan ett parti ställa upp i riksdagsval och EU-val utan att registrera sin partibeteckning. I riksdagsvalet 2022 deltog exempelvis även Feministiskt Initiativ (3 157 röster), Sveriges kommunistiska parti (1 181), Socialisterna - Välfärdspartiet (892), Basinkomstpartiet (374), Sverige ut ur EU/Frihetliga Rättvisepartiet (174), Förenade Demokratiska Partiet (157), Stram Kurs Sverige (156) och Kalle ankapartiet (144). Inför EU-valet 2024 anmälde sig även exempelvis Folklistan..

### Riksdagspartiers finansiering
De åtta riksdagspartierna finansierat primärt genom statligt partistöd som utgör omkring 70 % av intäkterna. Endast två partier har större finansiering från annat håll: Centerpartiet får 60 % genom övrig verksamhet (som utgörs av inkomster från partiets kapitalförvaltningsbolag Randello Invest). Socialdemokraterna får 45 % genom försäljning och lotterier.
Fördelning av Socialdemokraternas intäkter 2021
|  | Försäljning och lotterier (45 %) |

|  | Statligt partistöd (37 %) |

|  | Övriga intäkter (16 %) |

|  | Medlemsavgifter (1 %) |

|  | Donationer (1 %) |

Fördelning av Moderaternas intäkter 2021
|  | Försäljning och lotterier (7 %) |

|  | Statligt partistöd (70 %) |

|  | Övriga intäkter (1 %) |

|  | Medlemsavgifter (3 %) |

|  | Donationer (17 %) |

Fördelning av Sverigedemokraternas intäkter 2021
|  | Försäljning och lotterier (0 %) |

|  | Statligt partistöd (74 %) |

|  | Övriga intäkter (1 %) |

|  | Medlemsavgifter (4 %) |

|  | Donationer (21 %) |

Fördelning av Vänsterpartiets intäkter 2021
|  | Försäljning och lotterier (10 %) |

|  | Statligt partistöd (73 %) |

|  | Övriga intäkter (2 %) |

|  | Medlemsavgifter (5 %) |

|  | Donationer (10 %) |

Fördelning av Centerpartiets intäkter 2021
|  | Försäljning och lotterier (3 %) |

|  | Statligt partistöd (26 %) |

|  | Övriga intäkter (60 %) |

|  | Bidrag från närstående verksamhet (10 %) |

|  | Donationer (1 %) |

Fördelning av Miljöpartiets intäkter 2021
|  | Försäljning och lotterier (7 %) |

|  | Statligt partistöd (74 %) |

|  | Övriga intäkter (1 %) |

|  | Medlemsavgifter (4 %) |

|  | Donationer (14 %) |

Fördelning av Kristdemokraternas intäkter 2021
|  | Försäljning och lotterier (0 %) |

|  | Statligt partistöd (64 %) |

|  | Övriga intäkter (29 %) |

|  | Medlemsavgifter (5 %) |

|  | Donationer (2 %) |

Fördelning av Liberalernas intäkter 2021
|  | Försäljning och lotterier (7 %) |

|  | Statligt partistöd (87 %) |

|  | Övriga intäkter (0 %) |

|  | Medlemsavgifter (3 %) |

|  | Donationer (3 %) |

## Historiska rikspartier

### StåndsriksdagenunderVasatidenochKarolinska tiden(1527–1718)
Som första riksdag vid vilket samtliga fyra ständer (adel, präster, borgare, och bönder) var representerade på utmärker sig Västerås riksdag 1527. Makten under denna tid låg i allt väsentligt hos konungen, och politiska partigrupperingar saknades. Riksdagarnas representanter representerade enbart sitt stånd.

### Ståndsriksdagen underFrihetstiden(1719–1772)
Genom 1719 års regeringsform och 1723 års riksdagsordning fick ständernas representanter utökad makt, och ett första svenskt partisystem – hattar och mössor – etablerades.
- Holsteinska partiet (1719–1727)
- Hattpartiet (1730-talet till 1772)
- Mösspartiet (1730-talet till 1772)
- Hovpartiet (1751–1772)

### Den sena ståndsriksdagen (1773–1866)
Frihetstiden avslutades genom Gustav III:s statskupp och 1772 års regeringsform, vilken återförde makten till kungen, och bidrog till att partisystemet dog ut. I och med 1809 års regeringsform och 1810 års riksdagsordning gavs dock riksdagen mer makt igen. "Partierna" under denna tid saknade formella ramar, och var löst sammansatta grupperingar av riksdagsledamöter med gemensamma intressen och mål - följaktligen är också tidsangivelserna ungefärliga.
- Gustavianska partiet (1770-talet till 1810-talet)
- Mannerheimska partiet (1780-talet till 1830-talet)
- Junkerpartiet (1850-talet och 1860-talet)

### Tvåkammarriksdagen(1867–1970)
I och med 1866 års riksdagsordning ersattes ståndsriksdagen genom representationsreformen med en tvåkammarriksdag, vilket också föranledde att partiväsendet började etableras på allvar i Sverige. Under de första decennierna fortfor dock riksdagspartierna att till stor del utgöras av, med sentida mått mätt, löst sammanfogade grupperingar av ideologiskt likasinnade, redan invalda, riksdagsledamöter. Runt sekelskiftet tog det partisystem som sedan dess kommit att bli rådande form, i och med att riksdagsgrupperna började knytas till riksorganisationer.
När systemet med enmansvalkretsar ersattes av ett proportionellt valsystem 1911 kom partilösa riksdagsledamöter att bli allt mer ovanliga, och andrakammarvalet 1911 var också det första i vilket man i strikt mening röstade på partier: med start i detta val påbjöds att varje valsedel skulle förses med en partibeteckning. Också detta bidrog till att antalet "politiska vildar" marginaliserades kraftigt.
Första kammaren
- "Majoritetspartiet"
  - Första kammarens konservativa grupp (1867–1872)
  - Ehrenheimska partiet (1873–1887)
  - Första kammarens protektionistiska parti (1888–1909)
  - Det förenade högerpartiet (1910–1911)

- "Minoritetspartiet"
  - Första kammarens ministeriella grupp (1867–1872)
  - Skånska partiet (1873–1884)
  - Första kammarens center (1885–1887)
  - Första kammarens minoritetsparti (1888–1904)
  - Första kammarens moderata parti (1905–1911)

- Övriga 1800-talsgrupperingar
  - Lantmannapartiets filial (1873–?)
  - Första kammarens vänster (?–1887)

- Första kammarens nationella parti (1912–1934, fusion av Första kammarens moderata parti och Det förenade högerpartiet)

Andra kammaren
- Lantmannapartiet och dess efterföljare
  - Lantmannapartiet (1867–1887)
  - Gamla lantmannapartiet (1888–1895)
  - Nya lantmannapartiet (1888–1895)
  - Lantmannapartiet (1896–1911)
  - De moderata reformvännernas grupp (1903–1905)
  - Nationella framstegspartiet (1906–1911)
  - Lantmanna- och borgarpartiet (1912–1934)

- Ministeriella partiet och dess efterföljare
  - Ministeriella partiet (1867–1872)
  - Centern (1873–1882)
  - Center-högern (1883–1886)
  - Nya centern (1883–1886)
  - Andra kammarens frihandelsparti (1887–1888)
  - Andra kammarens center (1889–1894)
  - Borgmästarepartiet (1892–1894)
  - Nya centern (1895–1896)

- Liberala partier
  - Nyliberala partiet (1868–1871)
  - Andra kammarens vänster (1886)
  - Andra kammarens liberala klubb (1894)
  - Folkpartiet (1895–1899)
  - Frihandelsvänliga centern (1895–1896)
  - Friesenska diskussionsklubben (1897–1899)
  - Bondeska diskussionsklubben (1897–1899)

- Socialistiska partier
  - Sverges socialdemokratiska vänsterparti (1921–1923, gick upp i Socialdemokraterna)
  - Sverges kommunistiska parti (1924–1926, gick upp i Socialdemokraterna)
  - Socialistiska partiet (1929–1943)

- Riksdagsgrupper som existerat utan att ha ställt upp i val
  - Frisinnade försvarsvänner (1914, kortlivad utbrytargrupp ur Liberala samlingspartiet. Gruppen återgick dock till moderpartiet innan de hunnit lämna riksorganisationen Frisinnade landsföreningen)
  - Nationella gruppen (1935–1936, bildad av tre avhoppade högermän, som riksdagsgrupp för Sveriges nationella förbund (SNF). SNF ställde upp i valet 1936, men blev utan mandat.)

### Enkammarriksdagen(1971—)
Genom en ändring i riksdagsordningen fick Sverige 1971 en enkammarriksdag, en ändring som följdes av 1974 års regeringsform, vilken ännu (2018) är gällande, och 1974 års riksdagsordning.
- Ny demokrati (1991–2000)

Riksdagsgrupp som bildats utan att ha ställt upp i val, och som inte heller senare vunnit riksdagsmandat i val
- Arbetarpartiet Kommunisterna (APK) (1977–1979, bildad genom att två riksdagsledamöter från Vänsterpartiet kommunisterna deltog i en utbrytning från detta parti. APK och dess efterföljare ställde upp i riksdagsvalet 1979 och i senare val, men har då alltid blivit utan riksdagsmandat.)

### 1900-talets föregångare till riksdagspartierna
De flesta av de ”föregångare” som upptagits här är samma parti som ett nuvarande riksdagsparti. Till exempel är Folkpartiet och Liberalerna är samma parti, fast med olika namn. Vissa tidiga organisationer som Frisinnade landsföreningen är dock föregångare i egentlig mening.

#### Föregångare till Centerpartiet
- Bondeförbundet (1913–1957)
- Riksorganisationen Jordbrukarnas riksförbund och dess riksdagsgrupp Jordbrukarnas fria grupp (1915–1921, gick upp i Bondeförbundet)

#### Föregångare till Liberalerna
- Riksorganisationen Frisinnade landsföreningen och dess riksdagsgrupper Liberala samlingspartiet (1900–1924, fusion av riksdagsgrupperna Friesenska diskussionsklubben, Bondeska diskussionsklubben och Folkpartiet) och Frisinnade folkpartiet (1924–1934, efter partisplittringen)
- Riksorganisationen Sveriges liberala parti och dess riksdagsgrupp Liberala riksdagspartiet (1924–1934)
- Folkpartiet (1934–1990)
- Folkpartiet liberalerna (1990–2015)

#### Föregångare till Kristdemokraterna
- Kristen demokratisk samling (1964–1987)
- Kristdemokratiska samhällspartiet (1987–1996)

#### Föregångare till Moderata samlingspartiet
- Riksorganisationen Allmänna valmansförbundet och dess riksdagsrupper: Lantmanna- och Borgarepartiet ("andrakammarshögern") och  Nationella partiet ("förstakammarshögern"), samt deras föregångare (1904–1938)
- Högern (1938–1952)
- Högerpartiet (1952–1969)

#### Föregångare till Vänsterpartiet
- Sveriges socialdemokratiska vänsterparti (1917–1921)
- Sveriges kommunistiska parti (1921–1967)
- Vänsterpartiet kommunisterna (1967–1990)

#### Valsamverkan
- Medborgerlig samling/Samling 68 (1964–1968 – valteknisk samarbete mellan Folkpartiet, Högerpartiet, och Centerpartiet i bland annat Fyrstadskretsen)
- Mellanpartierna (1964–1968 – valteknisk samarbete mellan Centerpartiet och Folkpartiet i Kalmar läns och Gotlands läns valkrets)
- Centern (1985 – rikstäckande valteknisk samarbete mellan Centerpartiet och KDS)
- Därutöver märks fördjupade samarbeten som Arbetarepartiet (1928 – Socialdemokraterna och SKP), Allians för Sverige/Alliansen (2004–2019, Moderaterna, Folkpartiet, Centerpartiet, och Kristdemokraterna), och De rödgröna (2008–2010 – Socialdemokraterna, Miljöpartiet, och Vänsterpartiet), som dock inte sträckt sig till gemensamma valsedlar.

### Övriga historiska rikspartier
Genom åren har Sverige också haft ett stort antal småprtier som ställt upp i riksdagsval utan att erhålla tillräckligt många röster för riksdagsmandat.

## Regionala partier
Alla län utom Gotland, Kronoberg och Västerbotten har eller har haft regionala partier. Registrerad partibeteckning för landstingsval gäller även för alla kommunalval i det län partiet är registrerat.

### Blekinge län
- Blekingepartiet (BLP)
- SoL-partiet Sölvesborg och Lister
- Karlskronapartiet

Historiska regionala partier
- Blekinge sjukvårdsparti

### Dalarnas län
- Borlängepartiet Dalarna
- Dalarnas Sjukvårdsparti (DSP)
- Folkkampanjen för sjukvården (FKS)
- Omsorg för alla (OFA)

### Gävleborgs län
- Sjukvårdspartiet i Gävleborg (SJPG)

### Hallands län
- Kungsbackaborna (Kbabo)

Historiska regionala partier
- Fria demokraterna

### Jämtlands län
Historiska regionala partier
- Sjukvårdspartiet i Jämtlands län (sjvz)

### Jönköpings län
Historiska regionala partier
- Invandrarpartiet Sverige (INVS)
- MedborgarForum (MEF)

### Kalmar län
- Socialisterna-Välfärdspartiet (S-V)

### Norrbottens län
- Kirunapartiet (KIP)
- Knegarkampanjen (KNEG)
- Norrbottens Sjukvårdsparti (NS)

Historiska regionala partier
- Norrbottens Frihandelsparti (NF)
- Rädda Vården

### Skåne län
- Vårdpartiet i Skåne

Historiska regionala partier
- Skånefederalisterna (Skåfe)
- Skåne läns sjukvårdsparti (SLS)
- SPPP Skånes patientpersonalparti
- Skånes Självständighetsparti
- Skånes Väl (SKV)

### Stockholms län
- Stockholmspartiet

Historiska regionala partier
- 08-partiet
- Jongleringspartiet
- Lokaltrafikpartiet Stockholm
- Sjukvårdspartiet Stockholms län
- Ungdoms- och studentpartiet, USP
- Välfärdspartiet (VÄLFP)

### Södermanlands län
- Vård för pengarna

Historiska regionala partier
- Sjukvårdspartiet i Sörmland

### Uppsala län
Historiska regionala partier
- Upplands sjukvårdsparti (USP)

### Värmlands län
- Sjukvårdspartiet i Värmland (SjvV)

### Västernorrlands län
- Sjukvårdspartiet - Västernorrland (SJVP)
- Västra initiativet

Historiska regionala partier
- Norrlandspartiet (NoPa)
- Sundsvalls framtid

### Västmanlands län
- Sjukvårdspartiet - Västmanland (SjvU)

### Västra Götalands län
- Demokraterna (D)
- Sjukvårdspartiet - Västra Götaland (SPVG)
- Välfärdspartiet (VFP)

Historiska regionala partier
- Alliansen för funktionshindrade (AFF)
- Skaraborgspartiet

### Örebro län
- Örebropartiet

### Östergötlands län
- Vrinnevilistan (VL)

Historiska regionala partier
- Östergötlands Sjukvårdsparti

## Lokala partier
Många kommuner har eller har haft lokala partier som endast kandiderat i kommunval.

### Blekinge län
- Karlskrona – Karlskronapartiet
- Ronneby – Ronnebypartiet (ROP)

Historiska lokala partier i Blekinge län
- Olofström – Humlorna
- Sölvesborg – Sölvesborgspartiet (SÖP)

### Dalarnas län
- Avesta – Kommunlistan
- Falun – Falupartiet (FAP), Faluns väl (FAV)
- Gagnef – Kommunal Samling
- Hedemora – Långshyttepartiet (LHP)
- Leksand – Bygdepartiet
- Ludvika – Bopartiet (BOP), Nordiska motståndsrörelsen (NMR).
- Malung-Sälen – Malung-Sälenpartiet (MSP)
- Mora – Morapartiet (MOP)
- Vansbro – Kommunpartiet - Vansbro (Kp)
- Älvdalen – Kommunlistan (KL)

Historiska lokala partier i Dalarnas län
- Avesta – Axel Ingmars Lista - Avestapartiet (AIL)
- Borlänge – Folkrörelsen för Borlänges bästa, Tunabygdens miljövänner
- Hedemora – Hedemorapartiet (hdp), Ungdomslistan (ung)
- Leksand – Leksandspartiet (leksp)
- Ludvika – Mittalliansen
- Mora – Allians för Mora,  Ekonomi och näringsliv i Mora, Röd-Grön Allians
- Orsa – Orsapartiet
- Älvdalen – Särnalistan (säl), Älvdalspartiet (äp)

### Gotlands län
Historiska lokala partier i Gotlands län
- Gotland – Gotlands Studentpolitiska Parti (gsp), Gottlandspartiet Gotlands framtid (ggf)

### Gävleborgs län
- Bollnäs – Bollnäspartiet
- Hofors – Folkhemmet i Hofors-Torsåker (FHT), Hoforspartiet
- Hudiksvall – Fredsdemokraterna
- Ljusdal – Socialradikala Demokraterna (SocD)
- Nordanstig - Nordanstigspartiet

Historiska lokala partier i Gävleborgs län
- Gävle – Gävlepartiet (GLE)
- Ljusdal – Frihetliga Ljusdalsbygden (flb),  Rädda Ljusdalsbygden
- Sandviken – Ny Ordning (NO)-Partipolitiskt ob. (NO)
- Söderhamn – Vägval Söderhamn

### Hallands län
- Hylte – Kommunens Väl (Komv)
- Kungsbacka – Kungsbackaborna
- Laholm – Laholmspartiet (Lap)

Historiska lokala partier i Hallands län
- Falkenberg – Samhällslistan Aktiv Politik (AP)
- Kungsbacka – Din Framtid
- Varberg – Fria demokraterna

### Jämtlands län
- Bräcke – Landsbygdens framtid i Bräcke
- Härjedalen – Folkets röst - VOX humana (VOXH), Härjedalspartiet
- Ragunda – Allians för Ragunda (AfR)
- Strömsund – Rättvis Demokrati (RD)
- Åre – Fria Norrland (FNO), Västjämtlands Väl (VV)

Historiska lokala partier i Jämtlands län
- Berg – Bergspartiet (BE), Ung profil, Åsarna väl
- Strömsund – Folkviljan i Strömsunds kommun (FVS)

### Jönköpings län
- Mullsjö – Mullsjö framtid (MF), Samverkan i Mullsjö
- Nässjö – Solidaritet, Arbete, Fred, Ekologi, SAFE (SAFE)
- Vetlanda – Vetlanda framåtanda (VF)

Historiska lokala partier i Jönköpings län
- Gnosjö – Miljö- och Vänsterlistan i Gnosjö, Nils Dacke-partiet
- Tranås – Tranåsborna

### Kalmar län
- Borgholm – Framtid Öland, nya Ölandspartiet (ÖLP)
- Mörbylånga – Ölandspartiet södra (ÖLP)
- Oskarshamn - Kustlandspartiet
- Västervik – Tjustpartiet, Westerwikspartiet

Historiska lokala partier i Kalmar län
- Emmaboda – Partiet Partiet
- Hultsfred – Medborgarpartiet: skola – vård – omsorg (msvo)
- Högsby – Livskvalitet i Högsby Kommun (lhk)
- Kalmar – Kalmarpartiet
- Oskarshamn – Kommunens bästa
- Torsås – Torsåspartiet (TP)
- Vimmerby – Arbetarlistan, Vimmerbypartiet (vip)

### Kronobergs län
- Alvesta – Alvesta Alternativet (ALV)
- Ljungby – Alternativet (alt), Kommunens Bästa (partipolitiskt obunden lista)
- Tingsryd – Tingsrydsalternativet

Historiska lokala partier i Kronobergs län
- Ljungby – Bergas Bästa - partipolitiskt obunden lista (bbpol)
- Markaryd – Alternativet i Markaryds kommun
- Tingsryd – Framtidspartiet (FRAMT), För kommunens bästa FKB
- Älmhult – Alternativet i Älmhults kommun (alt ä), Nya Alternativet (nalt)

### Norrbottens län
- Boden - Nordiska motståndsrörelsen (NMR)
- Gällivare – Malmfältens väl
- Jokkmokk – Framtid i Jokkmokks kommun, Samernas Väl (SV)
- Kalix – Framtid i Kalix Kalixpartiet (KXP)
- Kiruna – Kirunapartiet (Kirp), Knegarkampanjen, Samelistan
- Piteå – Skolpartiet i Piteå
- Övertorneå – Övertorneås Fria Alternativ (ÖFA)

Historiska lokala partier i Norrbottens län
- Arjeplog – Arjeplogs Fria Demokrater (afd)
- Gällivare – Förenade socialister - nybyggare, Gällivare fria demokrater, Malmfältens arbetareförening
- Haparanda – Kommunens Väl (kv)
- Jokkmokk – Alternativet (ALT)
- Luleå – Luleåpartiet
- Pajala – S - Alternativet (s-alt)
- Övertorneå – Övertorneå – alternativet (öa), Silverfox-partiet

### Skåne län
- Bjuv – Framtidspartiet
- Bromölla – Alternativet
- Burlöv – Social Rättvisa
- Båstad – Bjärepartiet (BJP)
- Eslöv – Nya Kommunpartiet Eslöv
- Helsingborg – Ångfärjepartiet
- Hässleholm – Folkets Väl (FOV)
- Hörby – Medborgarpartiet i Hörby
- Kristianstad – Kristianstadsbygdens Framtid (KF), Sociala Partiet (SP) Åhuspartiet (Åå)
- Lund – FörNyaLund
- Malmö – Gula Partiet
- Perstorp – Perstorps Framtid
- Simrishamn – Österlenpartiet (ÖstP)
- Sjöbo – Sjöbopartiet
- Skurup – Kommunens Väl (KVS)
- Staffanstorp – Hjärupspartiet, Staffanstorpspartiet (SP)
- Svedala – Barapartiet, Svedalademokraterna
- Trelleborg – Handikappspartiet i Trelleborg, Söderslättspartiet
- Vellinge – Nya Listan i Vellinge
- Ängelholm – EngelholmsPartiet
- Örkelljunga – Listan för Miljö och Omtanke, Örkelljunga (LMO)

Historiska lokala partier i Skåne län
- Burlöv – Burlövs Väl (BV)
- Eslöv – Eslövspartiet (esl)
- Helsingborg – Helsingborgspartiet, Helsingborgs väl, Svensk Samling
- Hörby – Bygdens bästa, Hörbypartiet (HÖR)
- Höör – Bygdens bästa
- Klippan – Fria demokraterna
- Kävlinge – Kävlingebor, M-demokraterna
- Lomma – Bjärred-Lommas Väl (BLV)
- Lund – Demokratisk Vänster i Lund (DemV), Lunds Studentparti, Studentpartiet - Kommunpartiet Studenterna (SKS)
- Malmö – Malmöpartiet
- Osby – Fria Kommun Demokraterna, Göingepartiet Kommunal Samling (GKS), Ungdomspartiet Nu
- Sjöbo – Allianspartiet, Barn- och Ungdomspartiet i Sjöbo, Kommunpartiet i Sjöbo
- Svalöv – Centrumdemokraterna - Kommunens Väl (cdk)
- Svedala – Föryngringspartiet (FYP)
- Tomelilla – Kommunens Väl (kv)
- Trelleborg – Trelleborgs Skolparti
- Vellinge – Vellingepartiet
- Ystad – Ystadspartiet (YP)
- Åstorp – Kommunens framtid (kof), Åstorpspartiet (ås)
- Ängelholm – Partiet för miljöskydd och medbestämmande
- Örkelljunga – Miljöpartiet i Örkelljunga

### Stockholms län
- Botkyrka – Botkyrkapartiet (BP), Tullingepartiet
- Danderyd – KULTURpartiet i Danderyd
- Ekerö – Öpartiet (Ö)
- Huddinge – Drevvikenpartiet (DP), Huddingepartiet (HP)
- Lidingö – Lidingöpartiet (LP)
- Nacka – Nackalistan (NL)
- Norrtälje – Roslagens oberoende parti (ROOP)
- Nykvarn – Nykvarnspartiet (NP)
- Nynäshamn – Pensionärspartiet i Nynäshamn (PP(N)), Sorundanet (SN)
- Salem – Rönningepartiet
- Sigtuna – Sigtunapartiet Samling för Sigtuna (SFS)
- Sollentuna – Sollentunapartiet (SPA)
- Solna – Solnapartiet
- Stockholm – Stockholmspartiet
- Sundbyberg - Sundbybergs lokalparti
- Södertälje – Realist partiet
- Upplands Väsby – Väsbys bästa
- Vaxholm – Waxholmspartiet - borgerligt alternativ
- Värmdö – Äkta Demokrati
- Österåker – Roslagspartiet Borgerligt Alternativ (ROSP), Skolpartiet i Österåker, Österåkerspartiet (ÖP)

Historiska lokala partier i Stockholms län
- Botkyrka – Aktionsgruppen mot flyg på F18, Rädda Framtiden
- Danderyd – Danderydspartiet, Kraftledningspartiet
- Ekerö – Barn- och ungdomspartiet Mälaröarna
- Haninge – Haningepartiet, Haninge Lokalparti, Nya Folkhemmet
- Nynäshamn – Agenda Nynäs, Nynäshamnspartiet (nhp)
- Sigtuna – Aktion för Sigtuna kommun (ASK), Generationspartiet (gp)
- Sollentuna – Edsbergspartiet (ebp)
- Solna – Bergshamrapartiet, BUS-partiet, Ungdoms- och studentpartiet, USP
- Stockholm – Popvox
- Södertälje – Järna Partiet, Pensionärspartiet i Södertälje (PPS), Södertäljepartiet, Täljepartiet
- Tyresö – Kommunala Rättspartiet Tyresö (krt)
- Täby – Täbypartiet (TMF), Täby konsumentparti
- Upplands Väsby – Nya Arbetarpartiet (NyAp), Framtid Väsby (FrV)
- Vallentuna – Demoex (Dex), Fritidspartiet (ftp)
- Vaxholm – Planskilda korsningspartiet
- Värmdö – Nytta & Utveckling, partiet (NU)
- Österåker – Bevara Österåker

### Södermanlands län
- Eskilstuna – Eskilstunapartiet
- Strängnäs – Mariefredspartiet, Strängnäspartiet
- Vingåker – Vägen till Livskvalitet (VTL)

Historiska lokala partier i Södermanlands län
- Flen – Alternativ 2000 (A2000), Fria Kommunpartiet (fkp)
- Gnesta – Gnestapartiet (gnp)
- Katrineholm – Framtidsdemokraterna (fd)
- Nyköping – NAG (Mot storflygplats på Skavsta)
- Strängnäs – Granskningspartiet
- Trosa – Trosa Radikaler (Vagnhärad - Västerljung - Trosa) (TrR)

### Uppsala län
- Enköping – Nystart Enköping (NE)
- Håbo – Bålstapartiet (BÅP), HåboDemokraterna (HD)
- Knivsta – Knivsta.Nu (KNU)
- Älvkarleby – Kommunens Väl (KV)
- Östhammar – Lokalpartiet Boa

Historiska lokala partier i Uppsala län
- Enköping – Enköpings pensionärsparti, Fokus Enköping (FE)
- Heby – Det Lokala Partiet i Heby kommun (L-P)
- Håbo – MISAM - Mittensamverkan i Håbo, Pst! - För ett bättre Håbo
- Tierp – Stoppa E4 väst - Kulturpartiet (se4vk)
- Uppsala – Stoppa E4 väst - Kulturpartiet (se4vk)
- Älvkarleby –Demokratiska särlistan (dsl),
- Östhammar – Solidaritet och Samverkan (SoS)

### Värmlands län
- Eda – Hela Edas Lista (HEL)
- Filipstad – Filipstadspartiet
- Forshaga – Kommunens Bästa
- Karlstad – Kvastpartiet
- Karlstad - Karlstadpartiet Livskvalitet
- Sunne – Hela Sunne
- Säffle – Sjukvårdspartiet i Värmland
- Årjäng – Nordmarkspartiet
- Hagfors – Oberoende realister

Historiska lokala partier i Värmlands län
- Grums – Grums medborgarparti (gm), Kommuninvånare i samverkan (kis)
- Karlstad – Karlstadpartiet (ksp), Vattenvärn i politiken
- Storfors – Storforsbygdens väl (stor)

### Västerbottens län
- Dorotea – Dorotea Kommunlista (DKL)
- Malå – Malålistan (ML)
- Storuman – Kommunlistan (SKL)
- Umeå – Arbetarpartiet (AP)
- Vilhelmina – Politiskt Alternativ (PA)
- Åsele – Opinion, Åselepartiet (ÅSP)

Historiska lokala partier Västerbottens län
- Malå – Sámiebeällodahkie/Samepartiet (sap)
- Nordmaling – Nordmalings oberoende parti
- Robertsfors – Samlingspartiet - Landsbygdens bästa
- Umeå – Umeå Campus (uc)
- Vindeln – Vindelkommunal demokrati (vkd)
- Åsele – Åsele kommunlista (ÅKL)

### Västernorrlands län
- Sollefteå – Västrainitiativet Sollefteå Kommuns Bästa
- Sundsvall – GPS - Grönt Perspektiv i Sundsvall, Sundsvallspartiet
- Timrå – Timråpartiet (tidigare Nätverk Timrå)
- Ånge – Vår Framtids politiska utskott

Historiska lokala partier Västernorrlands län
- Härnösand – Sjukvårdspartiet Västernorrland

### Västmanlands län
- Arboga – Omsorgspartiet i Arboga (OPA)
- Norberg – Partiet för Norbergs Framtid (PNF)
- Norberg – Demokraterna i Norberg
- Sala – Salas bästa (SBÄ)

Historiska lokala partier Västmanlands län
- Kungsör – Valskogspartiet
- Sala – Salapartiet (salap)
- Skinnskatteberg – Skinnskattebergsdemokraterna (Skbd)
- Surahammar – Mitten (mitt)
- Västerås – Västeråspartiet

### Västra Götalands län
- Ale – Ale - demokraterna (ADK), Framtid i Ale
- Bengtsfors – RMS - Gul Front
- Bollebygd – Folkets Röst
- Borås – Boråsvalet
- Gullspång – Rätt väg för Gullspångs kommun
- Göteborg – Barnpartiet, Demokraterna (D), Framtidspartiet Sverige, Normaldemokraterna, Torslandapartiet, Vägvalet, Öppna Göteborg
- Götene – Götenes framtid (GÖF)
- Herrljunga – Kommunens Väl (KVäl)
- Härryda – Kommunpartiet (KomP), Sportpartiet (SPP)
- Kungälv – Nordiska motståndsrörelsen (NMR), Utvecklingspartiet (UtvP)
- Lerum – Öppna Hela Lerum
- Lidköping – Det Hållbara Alternativet
- Lysekil – Lysekilspartiet.nu (LNU)
- Mariestad – Mariestadspartiet (MaP)
- Mark – Markbygdspartiet (MBP), Marks Oberoende Demokrater, MOD (MOD)
- Mellerud – Kommunpartiet i Mellerud
- Orust – Folkviljan på Orust (FPO)
- Partille – Fredsdemokraterna
- Strömstad – Strömstadspartiet (StröP)
- Tjörn – Tjörnpartiet
- Uddevalla – Uddevallapartiet
- Ulricehamn – Nya Ulricehamn
- Vänersborg – Välfärdspartiet

Historiska lokala partier i Västra Götalands län
- Bengtsfors – Kommunpartiet (KPT), Medborgarpartiet Bengtsfors
- Bollebygd – Nya Kommunpartiet
- Essunga – Kommunal sparsamhet
- Falköping – Demokrati för framtiden
- Grästorp – Fram För Kommunen (FFK)
- Gullspång – Kommunpartiet vår framtid (KVF)
- Göteborg – Hisingens Kommunala Väljare, Pensionärspartiet Göteborg (PPG) (PPG)
- Härryda – Framtiden, Härryda miljö- och framtidsparti, Härryda opolitiska pensionärsparti
- Kungälv – Bohuspartiet
- Kungälv – Skol- och utbildningspartiet
- Lerum – Folkviljan i Lerum, Framtidspartiet - för hållbar utveckling, Medborgarpartiet i Lerum
- Lidköping – Kommunal rättvisa, Skaraborgs svensk socialister (sss), Vänerdemokraterna
- Lysekil – Skaftöpartiet (SköP)
- Mariestad – Kommunal vänster
- Mark – Politiskt forum
- Munkedal – Kommunal Samverkan med Folket I Focus (ksff)
- Mölndal – Kommunpartiet i Mölndal
- Sotenäs – Nya Sotenäspartiet (NSP)
- Orust – Orustpartiet
- Strömstad – Medborgarrättspartiet
- Svenljunga – Sjukvårdspartiet i Svenljunga (SiS), Svenljunga Nya Kommunalparti (snk)
- Tanum – Miljö- och Vänsterlistan i Tanum (mvt)
- Tidaholm – Kommunal samling (ks), Tidaholms Väl (tvp)
- Tjörn – Kommunalt Alternativ (KAL), Samhällets bästa (SB)
- Uddevalla – Solidariskt Uddevalla (SU)
- Vara – Oberoende, Opolitisk kommunal sparsamhet
- Vårgårda – Lars Söderberg Vårgårda
- Vänersborg – Folkviljan (fv)
- Åmål – Medborgarpartiet i Åmål, Tomas Lindström - Åmål

### Örebro län
- Hällefors – Grythyttelistan
- Lekeberg – Framtidspartiet i Lekeberg
- Nora – Norapartiet
- Örebro – Örebropartiet

Historiska lokala partier i Örebro län
- Askersund – Aktiv Opposition
- Hällefors – Hällefors oberoende (hob)
- Laxå – Demokratiska partiet, Laxåpartiet
- Lekeberg – Miljöradikalerna i Lekeberg
- Lindesberg – Lindesbergs kommuns obundna demokrater (lod)
- Ljusnarsberg – Kraftsamling för Ljusnarsberg (KFL), Ljusnarsbergs obundna Kommunparti(LOK)

### Östergötlands län
- Linköping - Linköpingslistan
- Motala - Motala Partiet
- Vadstena – Konsensus - För Vadstenas Bästa
- Valdemarsvik – Nybyggarpartiet
- Ödeshög – Ödeshögs partiet

Historiska lokala partier i Östergötlands län
- Finspång – Finspongspartiet
- Kinda – Kindapartiet
- Linköping – Akademikerpartiet i Linköping, Linköpingspartiet (lkp)
- Norrköping – Norrköpingspartiet (Norrp)
- Ydre – Folk och Miljö
- Åtvidaberg – Kopparpartiet (Kop), Rotpartiet (rot), Åtvidabergspartiet (åp)
- Ödeshög – Ösjö Lokalparti